# The Terrace Hotel
The Terrace Hotel est un hôtel américain situé à Lakeland, en Floride. Ouvert en 1924, il est membre des Historic Hotels of America depuis 2008.